# Nicolas Sawaf
Nicolas Sawaf (ur. 8 lutego 1943 w Aleppo) – syryjski duchowny melchicki, w latach 2000–2021 arcybiskup Latakii.

## Życiorys
Święcenia prezbiteratu przyjął 15 keietnia 1968. 14 stycznia 2000 został mianowany arcybiskupem Latakii.  Sakry udzielił mu 4 marca 2000 melchicki patriarcha Antiochii Grzegorz III Laham, któremu towarzyszyli melchicki arcybiskup Bosry i Hauran Boulos Nassif Borkhoche oraz melchicki arcybiskup Aleppo Jean-Clément Jeanbart.